# Sesuvium mesembryanthemoides
Sesuvium mesembryanthemoides là một loài thực vật có hoa trong họ Phiên hạnh. Loài này được Wawra & Peyr. miêu tả khoa học đầu tiên năm 1860.